# ウンム・アン＝ナール文化
ウンム・アン＝ナール（アラビア語ラテン翻字: Umm al-Nar. アラビア語で『火の母』を意味する）は、今日のアラブ首長国連邦と北部オマーンで紀元前2600-2000年に存在した 青銅器時代の文化について与えられた名前である。語源はアブダビに隣接する同名の名前の島に由来している。  

## 位置
鍵となる遺跡はよく保存されているが、それは精製所と軍事上の重要地域の間に位置しているため、現在一般者の訪問は制限されている。UAEの権限を持つ役職者が遺跡への訪問やアブダビの文化的施設のうち、この遺跡に関して行なう計画の許認可を担当している。

## 属性
ウンム・アン＝ナール文化の要素のひとつは、典型的な特徴を持つ円形墓にある。その円形墓は、よく整った石で外周壁を持ち、複数の人物が内部に葬られていた。
ウンム・アン＝ナール文化は7世紀（前2700-2000年）間に及ぶ。その時期は、前3000年紀の内陸部からの編年から推定されている。 ウンム・アン＝ナールの名前は、より大きなアブダビ島の東南部に位置する小さな島ウンム・アン＝ナール島に由来している（アブダビ島の海岸沿いには200の島があり、ウンム・アン＝ナール島はそのうちのひとつである）。

## 発掘
アブダビにおける最初の発掘はアラブ首長国連邦成立の12年前の1959年にウンム・アン＝ナールにおいて開始された。50のうちの7つの墓と古代居住地遺跡の3つの地区がデンマーク考古学発掘隊により調査された。彼らの最初の訪問の間に、彼らはいくつかの積石塚に一緒に積まれていた尖った石が地表に見えているものを特定した。続く年（1959年2月)の最初の発掘が台地の上の塚のひとつで開始された。その塚は現在では Tomb I と呼ばれている。1960年と1961年の2シーズンでは、より多くの墓を掘り出し、最後の発掘期 (1962/1963年, 1964年と1965年)は、居住地の調査に割り当てられた。 1965年、ウンム・アン＝ナールにおけるデンマークの発掘調査は終了したが、1975年にイラクからの考古学隊が再開した。イタクの発掘調査は一年間続き、5つの墓が発掘され、諸村落の小さな区画が調査された。1970年と1972年、バグダードの前古代部門長シャー・アル＝シワニー (アラビア語ラテン翻字: Shah Al Siwani) に率いられた再編調査隊はデンマーク隊が調査した墓を復元した。
ドバイのアル＝スフーフ考古遺跡で考古学発掘調査が1994年と1995年に行なわれ、前2500から2000年の間のウンム・アン＝ナール型円形墓が発見された。バハレーンのディルムン埋葬塚もウンム・アン＝ナール文化の特徴を残している。
ウンム・アル＝カイワイン首長国のテル・アブラクでの居住は、前2500年のウンム・アン＝ナール文化の開始と関連付けられている。

## 文化的諸相
ウバイド文化時代 (前5000-3800年)は、UAEの ラアス・アル＝ハイマで知られている最古の時代である。陶器はこの時期既にメソポタミアとの関係があったことを示している。
続いてハフィート文化期を迎えた。ハフィート時代(前3200 - 2600年)には、埋葬塚が蜂の巣状の概観を持つようになり、それらは小さな玄室を持ち、そこには1－2体が埋葬されていた。
この地域における初期ウンム・アン＝ナール期を占めているのは数百の蜂の巣石墓である。メソポタミアの陶器がそこでも出土している。 
ウンム・アン＝ナール期の後には、ワーディ・スーク文化が続いた(前2000-1600年)。ワーディ・スークはウンム・アン＝ナールの洗練された文化を継承していたものの、衰退が見られた。
貧相さに覆われた青銅器時代 (前1600-1300年)の最終段階は、小規模居住地だけだと漠然と考えられている。青銅器時代の最終段階は、地下の灌漑設備（カナート、ここではファラジと呼ばれる）が地方共同体により鉄器時代の間に紹介されるまで続いた。